# Pigamon des Alpes
Espèce
Synonymes
- Thalictrum alpinum var. alpinum[1]
- Thalictrum alpinum var. hebetum Boivin[2]
- Thalictrum cheilanthoides Greene[1]
- Thalictrum duriusculum Greene[1]
- Thalictrum elegantulum Greene[1]
- Thalictrum leiophyllum Greene[1]
- Thalictrum microphyllum Royle[1]
- Thalictrum scopulorum Greene[1]

Le Pigamon des Alpes (Thalictrum alpinum) est une espèce de plantes à fleurs du genre Thalictrum et de la famille des Renonculacées. Elle a une distribution circumboréale, préférant les milieux humides alpins et de toundra (distribution arctico-alpinne).

## Description
C'est une plante herbacée vivace.
La tige de la plante est scapiforme. Les fleurs ont quatre ou cinq pétales.

## Répartition
La plante a une distribution circumboréale et est trouvée au nord de l'Amérique du Nord (Alaska, Canada, Groenland), de l'Europe et de l'Asie, ainsi que dans les massifs montagneux plus au sud. En France, on la trouve notamment à la Pointe de l'Eyssina, dans le massif du Parpaillon, dans les Alpes.

## Liste des variétés et sous-espèces
Selon Catalogue of Life (19 novembre 2019) :
- sous-espèce Thalictrum alpinum subsp. alpinum
- sous-espèce Thalictrum alpinum subsp. udocanicum
- variété Thalictrum alpinum var. elatum
- variété Thalictrum alpinum var. microphyllum
- variété Thalictrum alpinum var. minutissimum

Selon NCBI (19 novembre 2019) :
- variété Thalictrum alpinum var. elatum O.E. Ulbr.

Selon The Plant List (19 novembre 2019) :
- variété Thalictrum alpinum var. elatum O.E. Ulbr.

Selon Tropicos (19 novembre 2019) (Attention liste brute contenant possiblement des synonymes) :
- variété Thalictrum alpinum var. acutilobum H. Hara
- variété Thalictrum alpinum var. alpinum
- variété Thalictrum alpinum var. elatum Ulbr.
- variété Thalictrum alpinum var. gaspense Greene
- variété Thalictrum alpinum var. hebetum B. Boivin
- variété Thalictrum alpinum var. microphyllum (Royle) Hand.-Mazz.
- variété Thalictrum alpinum var. microspermum Greene
- variété Thalictrum alpinum var. nesioticum Greene
- variété Thalictrum alpinum var. pallidum Norman
- variété Thalictrum alpinum var. pudicum Greene
- variété Thalictrum alpinum var. setulosinerve (H. Hara) W.T. Wang

## Protection
En Suisse, l'espèce figure sur la liste rouge des plantes.